# Chamaita fascioterminata
Chamaita fascioterminata là một loài bướm đêm thuộc phân họ Arctiinae, họ Erebidae.